# Milca Caquesse
Milca Cuessue Caquesse (Luanda, 21 de Setembro de 1985) é uma advogada e política angolana. Activista social para as questões de igualdade de género, Milca Caquesse é presidente da Mesa da Assembleia-Geral da Associação Angolana de Cidadania e do Conselho de Disciplina da Associação Progresso do Sambizanga - APS, além de ser membro do Clube de Talentos da PG, do Fórum Angolano de Jovens Empreendedores e de outras associações nacionais e internacionais.
Em 2023 Caquesse foi nomeada administradora municipal de Luanda, tendo passado pelo cargo de chefe do Departamento de Fundos e Investimentos do Cofre de Previdência do Pessoal da Polícia Nacional.